# VC Gotha
Der VC Gotha ist ein Volleyball-Verein, dessen Männermannschaft von 2010 bis 2012 in der 1. Bundesliga spielte. Nachdem die VC Gotha GmbH, die für den Spielbetrieb in der Bundesliga verantwortlich zeichnete, am 21. März 2012 Insolvenz anmeldete, wurde der Verein VC Gotha in die Regionalliga versetzt. 2014 gelang der Aufstieg in die Dritte Liga Ost. Hier wurden die Männer 2018 Meister und stiegen in die 2. Bundesliga Süd auf. Seitdem nennen sie sich „Blue Volleys Gotha“. In der Saison 2024/25 wurden die Blue Volleys Gotha erneut Meister in der 2. Bundesliga Süd. Auch die Frauen den des VC Gotha spielten in der Saison 2005/2006 für ein Jahr in der 2. Bundesliga Süd.

## Bundesliga
Im Jahr 2006 gelang der Aufstieg in die zweite Bundesliga Süd, in der der Neuling den vierten Rang belegte. Nach Platz sechs 2008 und Platz fünf 2009 wurden die Gothaer 2010 Meister und stiegen in die erste Liga auf. In der Saison 2010/11 verpasste der Neuling dort als Neunter nur knapp die Playoffs. Auch in der Saison 2011/12 wurden die Playoffs mit Platz neun verpasst. 2017/18 wurde der VC Gotha Meister der 3. Liga Ost und stieg in die 2. Bundesliga Süd auf. Dort entwickelten sich die Blue Volleys Gotha zu einem Spitzenteam, wurden in der Saison 2023/24 Dritter und holten sich in der darauf folgenden Saison 2024/25 mit 17 Punkten Vorsprung souverän die Meisterschaft. Auf den möglichen Aufstieg in die 1. Bundesliga verzichtete der Verein jedoch.

## DVV-Pokal
In der Saison 2009/10 unterlagen die Gothaer im Achtelfinale des DVV-Pokals gegen den SCC Berlin glatt mit 0:3. In der Saison 2010/11 verloren sie das Achtelfinale gegen Chemie Volley Mitteldeutschland ebenfalls in drei Sätzen.
In der Saison 2011/12 erreichte der Thüringer Erstligist nach einem 3:2-Sieg im Achtelfinale gegen den EnBW TV Rottenburg erstmals das DVV-Pokal Viertelfinale. Hier war allerdings gegen den amtierenden deutschen Meister VfB Friedrichshafen Endstation.
In den Spielzeiten 2015/16, 2018/19, 2021/22, 2022/23 und 2023/24 erreichten die Blue Volleys Gotha jeweils das 1/8 Finale im DVV-Pokal. 2023/24 gelang dort ein 3:0-Erfolg gegen den 1. Bundesligisten Energiequelle Netzhoppers KW und damit der Einzug in das Viertelfinale, wo man den Berlin Recycling Volleys nach großem Kampf mit 0:3 unterlag.